# Ultimissime
Ultimissime è stato un quotidiano della sera edito a Catania, di orientamento liberal-nazionale, uscito dal 1953 (primo numero uscì il 22 gennaio) al dicembre 1955, con direzione, redazione e tipografia in via Etnea, 8 (accanto alla porta Uzeda).
Era diretto all'inizio da Girolamo Damigella, direttore anche del Giornale dell'Isola (altro quotidiano catanese), e poi da Chino Alessi, profugo giuliano giunto a Catania, poi subentrato al padre Rino Alessi nella direzione del quotidiano triestino Il Piccolo, e dal 1º gennaio 1955 da Santi Corvaja, già caporedattore de L'Isola.
Fra le firme dei collaboratori di Ultimissime ci furono quelle di Giuseppe Agosta, Lucio Brenno, Massimo Caporlingua, Gaetano Falzone, Angelo Gaiotti, Enzo Garofalo, Lello Granata, Delfo Lazzarini, Salvo Trovato. Data la provenienza del direttore, fra i servizi più notevoli si ricordano quelli per la liberazione di Trieste (1954). L'esperienza d'un quotidiano serale di Catania continuò con Espresso Sera, uscito dall'aprile 1956 al luglio 1993.